# Операция «Стрельба из лука»
Операция «Стрельба из лука» (англ. Operation Archery) — рейд специальных подразделений британских вооруженных сил на захваченные Германией норвежские острова Вогсёй во время Второй мировой войны. Предпринят 27 декабря 1941 года.
Рейд проводился британскими коммандос и норвежскими добровольцами при поддержке британского флота — легким крейсером HMS Kenya («Кения»), эсминцами HMS Onslow («Онслоу»), HMS Oribi («Ориби»), HMS Offa («Оффа») и HMS Chiddingfold («Чиддингфолд»). Британская подводная лодка HMS Tuna («Тунец») осуществляла навигационную поддержку. Были задействованы бомбардировщики и истребители-бомбардировщики ВВС Великобритании.

## Цели операции
Десантно-диверсионная группа в составе 570 человек была разделена на пять групп, каждая из которых получила собственное задание:
- Охрана территории к северу от города Молёй в коммуне Южный Вогсёй и противодействие прибывающим вражеским подкреплениям;
- захват и удержание города Молёй;
- нейтрализация противника на острове Молёй;
- нейтрализация опорного пункта противника в Хольвике, к югу от Молёя;
- защита резервов операции, располагающихся на плавсредствах вблизи берега.

Главной целью операции было разрушение производства рыбьего жира, который немцы использовали для изготовления взрывчатых веществ. Вспомогательной целью являлось заставить немцев удерживать и увеличивать в Норвегии силы, которые могли быть переброшены на Восточный фронт.

## Ход операции
На рассвете была произведена военно-морская бомбардировка. Операция пошла по плану, за исключением действий непосредственно в Молёе. Сопротивление там было намного более упорным, чем ожидалось — как оказалось, там были расквартированы германские горные стрелки, выведенные с Восточного фронта на отдых.

Рейд на Вогсёй

Завязалось сражение на улицах. Это заставило командующего, Джона Дернфорд-Слейтера, запросить подкрепление. Местные жители оказывали помощь десанту.
Около 14 часов британцы начали отход, предварительно разрушив четыре фабрики, склады рыбьего жира, боеприпасов и топлива, телефонную станцию и несколько военных объектов. Большая часть города была охвачена пожаром. Корабли поддержки в ходе операции потопили десять вражеских судов.

## Результаты операции
ВМФ Великобритании потеряли четырёх человек убитыми и четырёх — ранеными. Британские десантники объявили об уничтожении как минимум 120 военнослужащих противника и захватили 98 пленных.
Сами они потеряли 17 человек убитыми и 53 ранеными. Погиб командир норвежцев капитан Мартин Линге, который был убит при нападении на местный немецкий штаб. ВВС Великобритании потеряли восемь самолётов.
Помимо уничтожения запасов жира, необходимых для производства взрывчатых веществ, рейд оказался очень эффективным для отвлечении немецких войск: постоянное беспокойство за позиции в Норвегии заставило Гитлера разместить там большое количество войск, которых очень не хватало на других фронтах. К 1944 году их численность там достигла 370 тысяч человек.